# Phylomache
Phylomache (altgriechisch Φυλομάχη Phylomáchē) oder Philomache  (Φιλομάχη Philomáchē) ist in der griechischen Mythologie eine Tochter des Iasiden Amphion, König des böotischen Orchomenos. Als Mutter wird  Persephone, Tochter des Minyas, genannt, die aber auch Mutter des Amphion heißt.
Ihre Schwester war die jüngere Chloris, die dem Neleus vermählt wurde. Sie selbst wird als Gemahlin des Neleusbruders Pelias genannt, die ansonsten als Anaxibia überliefert ist. Als Gemahlin des Pelias sind ihr der Akastos, die Hippothoe, Peisidike, Pelopeia und Alkestis als Kinder zuzuweisen.